# 洗濯板

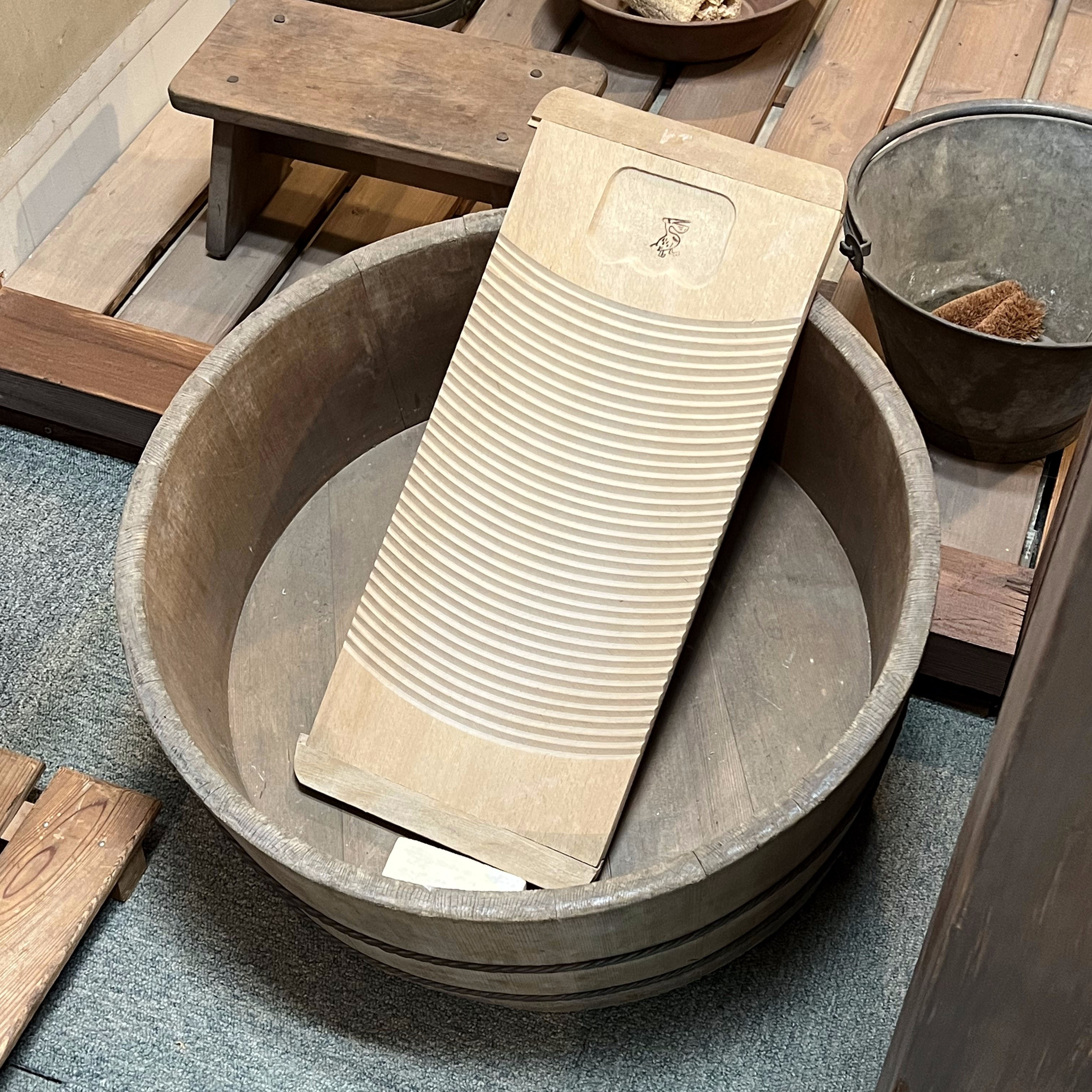
洗濯板とタライ

洗濯板（せんたくいた、英語: washboard）とは、洗濯のために用いられる波状（鋸状、三角状）の刻みを多数付けた板状の道具。

## 洗濯板

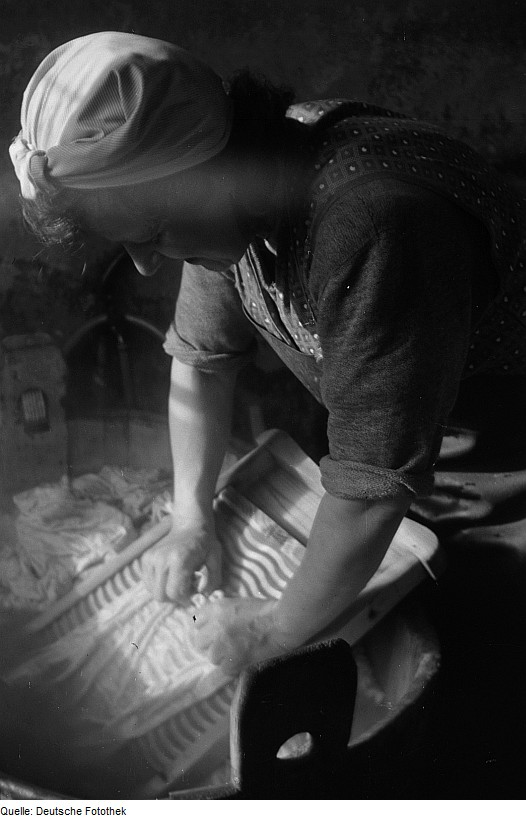
洗濯板で洗濯をする女性

1797年にヨーロッパで発明された。ただし、このような構造を持つ道具は、中国発祥のものとする仮説もある。
19世紀後半から20世紀の前半にかけて、アメリカ合衆国では中国式の洗濯板が広く利用された。日本では近代になるまで、たらいを用いた手洗い・手もみ・足もみが一般的な洗濯方法で、洗濯板のようなものは見られなかった。日本へは欧米を通して移入されたが、洗濯板を用いた洗濯が一般的になるのは、大正時代からである。
電気洗濯機の普及とともに洗濯板は必需品ではなくなり、用いられる頻度が激減し、洗濯板は持たない家庭のほうが増えた。しかし、今でも靴下などの汚れの酷い部分を予洗いするため、使われることがある。日本では、ハンカチや靴下、また一人暮らし用の少量の洗濯をするための、洗濯機より安上がりで簡易な洗濯道具として見直されている。百円ショップなどで、小型のプラスチック素材の洗濯板も販売されている。
なお欧米では、副次的な楽器としての用途で用いられることもある。

## 利用

### 洗濯

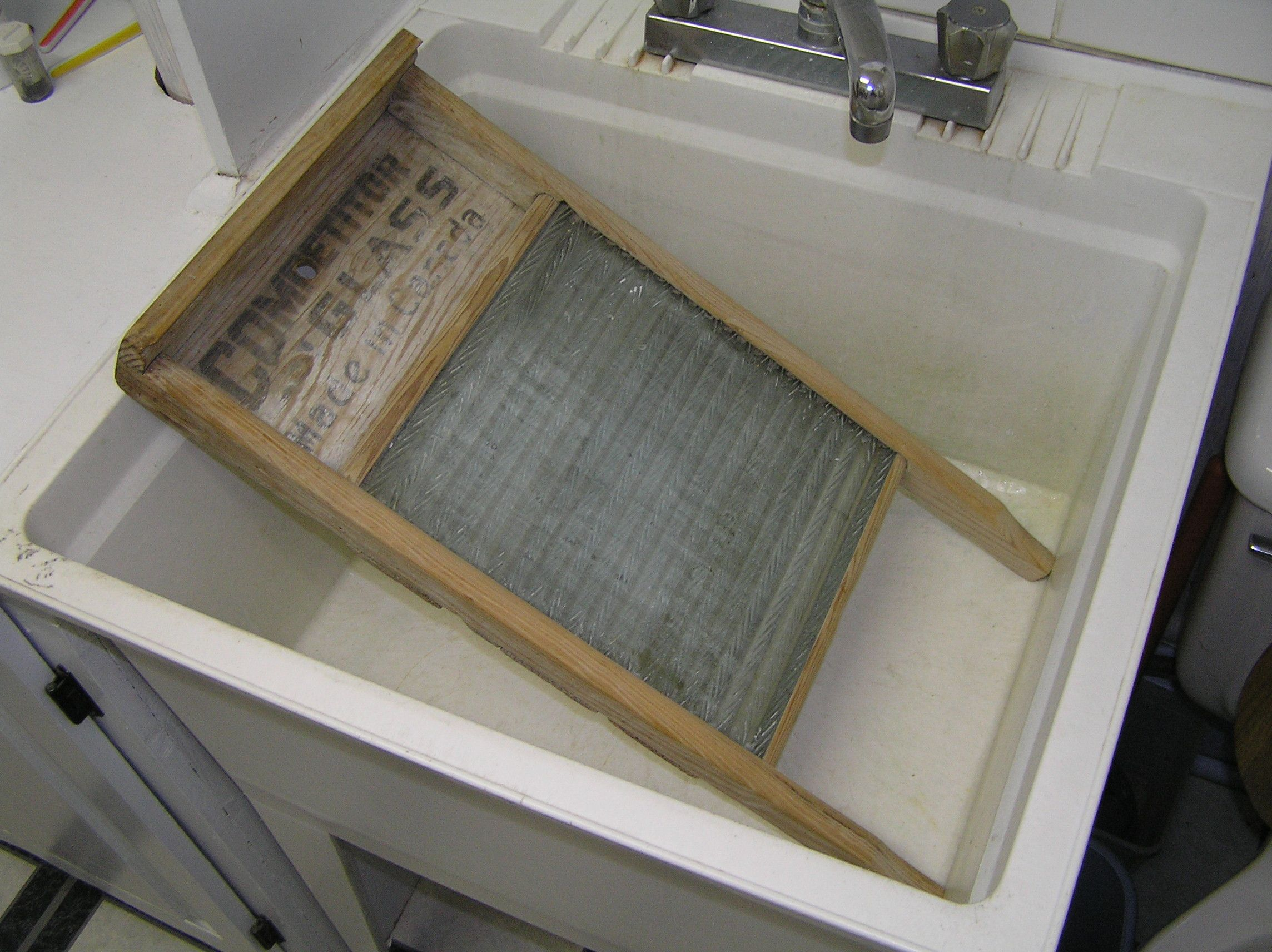
ガラス製の洗濯板

材質は木材・金属・ガラスが用いられ、形状は一枚の長方形で洗濯に用いられる表側とそうでない裏側とがある。表側には長辺に対して、垂直方向に鋸状の切り込みがあり、これに水に濡らした洗濯物を押しつけながら、洗濯物を往復させることによって、衣服の汚れを落とす。洗濯板はタライや桶と併用し固定する。
洗濯物は大抵の場合は繊維品であり、洗濯板に押しつけられることによる圧力と摩擦にある程度まで耐えることができる。一方、乾燥状態の洗濯物にとりついた汚れは、洗濯物が水に濡れている環境では、洗濯板上での圧力・摩擦・振動などによって分解・剥離して洗濯物から分離する。分離した汚れは水によって洗い流されるが、洗濯物はその姿をとどめることになる。これが洗濯板を用いた洗濯の原理である。
界面活性剤（石鹸や合成洗剤）を併用すると、汚れの分離が促進される。

### 楽器
ジャグミュージックでは、洗濯板を楽器に用いる事がある。日本では現代的なチンドン屋などが用いて演奏をする。

## 比喩
「洗濯板」は、非常に痩せている痩身の隠喩として用いられた。1960年代までは、日本でも食糧事情が悪く、栄養不足から、肋骨が透けて見えるほど痩せた子供がかなりいたのである。1990年代からは、週刊誌などで「巨乳」の対義語である『貧乳』を例える表現として用いられることがある。同様の表現に「まな板」があるが、「洗濯板」の場合、胸の谷間が目立たないことに加えて、肋骨の凹凸感も強調された表現になる。